# Katarina Jagellonica
 Katarina Jagellonica (1526 — 1583) var datter af kong Sigismund 1. af Polen og Bona Sforza. I 1562 blev hun gift med den senere svenske konge (Johan 3. af Sverige). Hun var dronning af Sverige fra 1568 til sin død i 1583.